# Plêuston

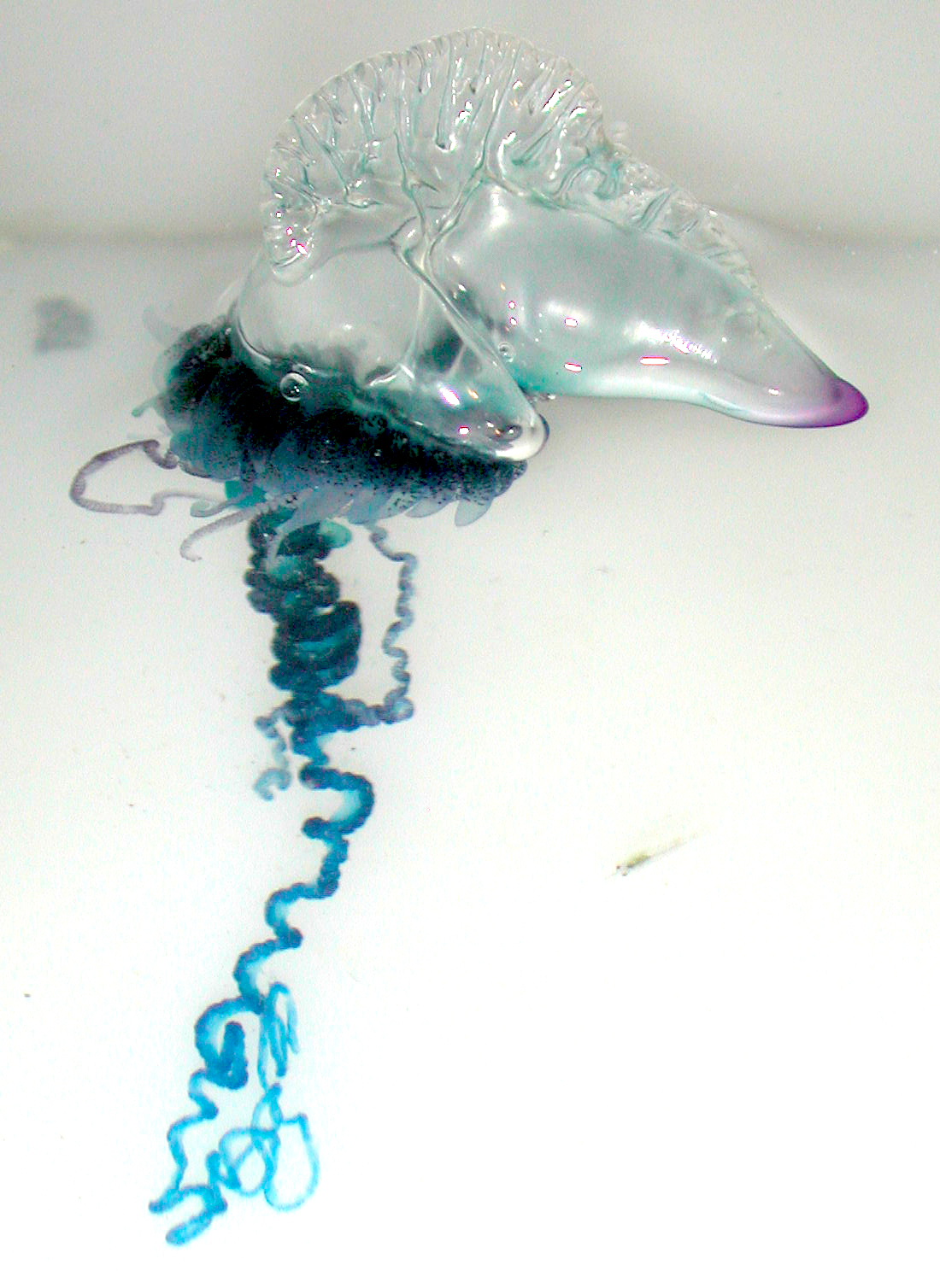
Physalia physalis, um típico organismo pleustónico.

Plêuston (em grego clássico: τό ρλευστόν; romaniz.: to pleuston; "velejante, flutuante") é a designação dada em ecologia ao conjunto dos organismos que tem como habitat a interface entre a água e o ar, ocupando a zona mais superficial de um corpo de água, ou vivendo directamente sobre a superfície da água, cujas deslocações são fundamentalmente determinadas pelo vento. O termo plêuston, criado como analogia linguística de plâncton, foi introduzida na literatura científica por Carl Schroeter e Oskar Kirchner, num artigo publicado em 1896 sobre a vegetação do Lago de Constança (Bodensee).

## Descrição
O conceito de plêuston é em geral circunscrito aos organismos macroscópicos, ou agregações de organismo microscópicos que formam estruturas macroscópicas, incluindo organismos que vivem literalmente na interface ar-água e que por essa razão dependem largamente da inter-relação entre o corpo de água e a atmosfera e de fenómenos de fronteira como a tensão superficial.
Dado que o organismos do plêuston podem, no todo ou em parte, sobressair da água, são em geral muito dependentes das correntes e ventos, nalguns casos velejando literalmente ao sabor dos ventos e correntes. Apesar das semelhanças, e das fronteiras conceptuais relativamente indefinidas entre ambos grupos, quando comparado com o nêuston, o plêuston é muito mais susceptível à deriva induzida pelo vento do que pelas correntes. Um exemplo típico de um organismo pleustónico que vive literalmente velejando é a Physalia physalis. Embora dotados de movimentos próprios e da capacidade de se movimentar sobre a película superficial, os insectos da família Gerridae (Gerromorpha) que vivem na dependência da tensão superficial são outro exemplo de organismo pleustónico.
Embora o nêuston seja geralmente entendido como a comunidade de organismos que vivem no interior da massa de água junto à superfície, a definição da fronteira com o conceito de plêuston não encontrou ainda uma forma consistente.
De acordo com Adolf Steuer o plêuston é diferenciado na acepção de Ernst Hentschel em:
- Planctoplêuston — algas flutuantes, medusas, salpas e organismos semelhantes;
- Nectoplêuston — cetáceos, peixes-voadores, tartarugas marinhas;
- Pteroplêuston — aves marinhas.

## Exemplos
Exemplos de organismos pleustónicos incluem as cianobactérias que formam massas flutuantes, alguns gastrópodes, a caravela (Physalia physalis), os fetos dos géneros Azolla e Salvinia e as plantas superiores dos géneros Lemna, Wolffia, Pistia, Eichornia e Hydrocharis.